# 마로현
마로현(馬老縣)은 전라남도 광양시 일대의 백제시대 지명이다. 고대이름으로 모루(牟婁)라고도 하고 우륵의 12곡에는 물혜(勿慧)로 나온다.

## 역사
- 석기시대~ 청동기시재의 유적이 다수 발견되어 예전부터 사람이 많이 살았음을 알 수 있다.

- 삼한시대에는 마한 54국의 하나인 만로국(萬盧國)에 속했다. 한편, 옥룡면 죽천리 내천마을이나 진상면 비촌마을에 변한의 성지(城址)라고 전해 내려오는 유적이 있어서 변한에 속했을 가능성도 있다.[1]

- 대가야의 세력권에 들어가 상다리(上哆唎), 하다리(下哆唎)(이하 여수시일대), 사타(娑陀)(순천시)와 함께 섭라(涉羅)지방의 일부인 물혜(勿慧)가 되었다.

- 513년~514년에 무령왕에 의해 섭라지역 전체가 백제의 세력권으로 편입되었다. 이로 인해 가야 세력과 백제 사이에 분쟁이 발발하였다.[2]

- 518년, 백제 성왕 16년에 남방(5방중 1) 삽평군(삽(沙)平郡:순천시) 마로현이 됨. 이후로 순천과 행정적으로 종속관계가 계속된다.

- 660년, 백제 멸망으로 웅진도독부에 복속하였다 나당 전쟁 후 신라에 복속.

- 757년, 경덕왕 16년에 행정제도 개편으로 희양현(晞陽縣)으로 개칭, 종전대로 전의 삽평군인 승평군 (昇平郡)의 영현이 되었다.

- 고려시대인 940년, 고려 태조23년에 지금 이름인 광양(光陽)으로 개명하였다.

## 같이 보기
- 우륵의 12곡
- 광양시